# 愛德華王子縣 (維吉尼亞州)
愛德華王子縣（英語：Prince Edward County）是美国弗吉尼亚州中部的一個郡，面積916平方公里。根據2020年美國人口普查統計，共有人口21,849人。縣治法姆維爾（Farmville）。愛德華王子縣成立於1754年，縣名紀念英王喬治三世之弟、約克公爵愛德華·奧古斯塔斯王子（Prince Edward Augustus, Duke of York and Albany）。